# Ставрі-Кая
Ставрі-Кая (крим. Stavri Qaya, з грец. ставрос — хрест — він колись стояв і зараз поновлений на цій скелі) — потужний, схожий на вежу стрімчак, скеля зі стрімкими урвищами на північ, схід і південь, на території Ялтинської міської ради АР Крим.

## Географія

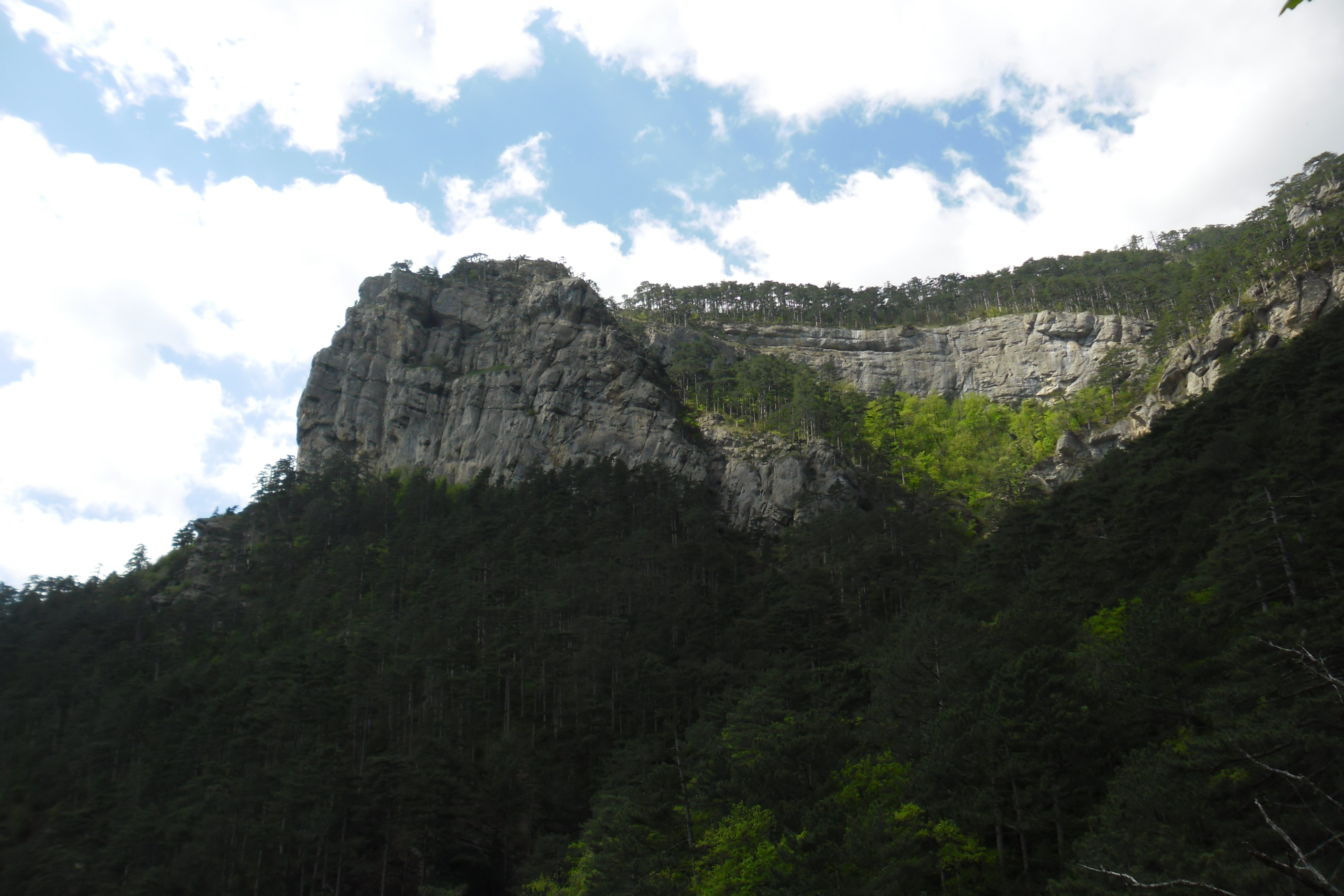
Стрімчак Ставрі-Кая

Вершина злегка округлена. Розташована за 2 км від західної околиці Ялти .
Висота 663 м.
Від Ялти до Ставрі-Кая йде Боткінська стежка, від Ялтинської яйли — Ставрікайська стежка, від водоспаду Учан-Су — Штангеєвська стежка.